# Wolfgang Strobl
Wolfgang Strobl (13 de mayo de 1920 en Núremberg, Alemania - 16 de junio de 1993 en Pamplona, España) fue un profesor universitario y filósofo de física y matemáticas.

## Trayectoria
En 1946 es becario del colegio mayor "Maximilianeum" del Estado de Baviera en Múnich. Sigue sus estudios en las Universidades de Ratisbona y Múnich: Filosofía y Psicología; Filología clásica, románica, eslavística (ruso) y moderna; Lingüística comparada; Lógica; y Ciencias Matemáticas y Físicas.
En 1952, se doctora en Filosofía con summa cum laude, en la Universidad de Múnich (Alemania) con la tesis Los problemas fundamentales de la Filosofía de la Naturaleza en el sentido ontológico de la nueva Física (2 tomos).
Desde 1953 a 1960 es Adjunto Científico del Profesor A. Wenzl en el Seminario de Filosofía de la Naturaleza, en la Universidad de Múnich.
Desde 1959 visitó Valencia, dando conferencias en la Facultad de Teología de Moncada y en el Colegio Mayor "Burjasot", con motivo del intercambio con el Colegio Mayor "Maximilianeum". En estos años asiste en la Universidad de Valencia a algunas de las clases de Carlos París. En 1962 alcanza la Licenciatura en Filosofía, en la Universidad de Valencia. Tema: "El sentido filosófico de estructura y de relación a partir de las ciencias contemporáneas".
Desde 1961 a 1972, imparte cursos de Filosofía de la Naturaleza y Cursos de Doctorado, en la Universidad Pontificia de Salamanca con los estudiantes de las tres últimas promociones.
En 1963 es nombrado catedrático titular en la Universidad Pontificia de Salamanca con el nihil obstat de la Santa Sede y recibe la missio canonica (derecho a la enseñanza del catolicismo).
Imparte de 1963 a 1969 cursos de doctorado para matemáticos, físicos y químicos en la Universidad Complutense de Madrid (Facultad de Ciencias y Filosofía).
Residiendo en el Instituto Social "León XIII" y "Pío XII" en la Ciudad Universitaria de Madrid realiza investigaciones sobre el "Movimiento social católico en España del siglo XIX hasta Rerum Novarum". Imparte conferencias con el título: «Las ideas modernas y sus antecedentes filosóficos», en el CSIC (Madrid) sobre «Lenguaje y Ciencia» (1960), en Zaragoza «Filosofía de la Aritmética y Ontología del Número» (1962); en Comillas (Santander) sobre «la Filosofía de las Ciencias Modernas y la Teología» (1964). En la Séptima Semana de Filosofía de Madrid: «La Ciencia Moral y Jurídica»; en el Convento de los Padres Capuchinos de Salamanca: «La Realidad Filosófica y de la Vida».
Desde 1964 a 1993 ejerce como Profesor de Filosofía de la Naturaleza y, temporalmente, también de Historia de Filosofía patrística y medieval y de Lógica Matemática, en la Universidad de Navarra (Pamplona) y dos años de "Lógica Matemática".
En 1967 alcanza su segundo título de Doctor en Filosofía (sobresaliente y premio extraordinario), en la Universidad de Navarra, con la tesis: Sobre la realidad científica y su crítica filosófica. (Primer título de Doctor en Filosofía concedido por la Universidad de Navarra).
En primavera de 1968 es Profesor Visitante en Puerto Rico (Universidades de Río Piedras/San Juan, Mayagüez y Ponce) y Nueva York (Columbia, Fordham y San Juan), participando en el homenaje al Dr. Lázaro con el título: «Verdad y Realidad».
Desde 1968 a 1975 es Profesor visitante en Viena (Austria), dando conferencias en el Seminario de Filosofía y colaborando en varias publicaciones.
En septiembre de 1968 presentó en el Congreso Internacional de Filosofía de Viena, trabajos sobre "Las leyes de la naturaleza", "Física de los campos" y sobre la "Filosofía transcendental". Colaboró con el Seminario de Filosofía de la Universidad de Viena hasta 1975.
En 1969 convalida por el Ministerio de Educación y Ciencia de España sus estudios realizados en Alemania (Matemáticas y Física).
En 1970 participa en la Reunión Cultural entre Italia y Alemania, en Merán (Italia), en memoria de Hegel, con la conferencia "Dialéctica y Complementariedad". En 1972 fue nombrado miembro del "Centro Superior di Logica Science comparada" en Bologna (Italia).
De 1970 a 1973 es profesor de Física atómica, nuclear y de partículas elementales (rama: didácticas) y de cursos de doctorado sobre Filosofía e Historia de las Ciencias en la Universidad de Granada (Facultad de Ciencias y Letras).
En el Día de la Juventud presentó una conferencia sobre "La investigación física en la actualidad", mencionando sobre todo los nuevos "aceleradores nucleares" (CERN-Ginebra) y de Rusia.
En 1973 presentó en el Congreso Internacional de Filosofía en Varna (Bulgaria) sobre el tema: “Philosophische Fragen der heutigen Mikrophysik”.
Desde 1976 a 1978 imparte conferencias en Brasil, como invitado de la Universidad provada Gama Pilho, en Río de Janeiro, al homenaje al rector Mieireilles Padilha, con "La existencia Transcendental del hombre" en Curitiba, El Salvador, Escuela social "Morumbi" de los PP. Benedictinos en Sâo Paulo, de fundación alemana.
En 1978 participa en el Congreso Internacional en Düsseldorf, sobre el tema: “Mathematische Strukturen der philosophischen Wirklichkeit - Erfolge und Grenzen der Mathematisierbarkeit."
Colabora desde 1978 a 1981 con la Universidad de Bamberg (Alemania), I Seminario de Filosofía (Conferencias y publicaciones), con los títulos "Percepción y Conocimiento", "Geisteswissenschaften in der modernen Lebensforschung" y "La verdad ontológica olvidada".

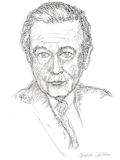
Prof. Wolfgang Strobl retratado por Günther Christlein

En 1993 sigue con su tarea docente, impartiendo clases de Filosofía de las Ciencias y cursos de doctorado hasta su fallecimiento en 1993.
Su compañero, Rafael Alvira escribe en el Diario de Navarra con motivo de su muerte: El profesor Strobl, venido de su Baviera natal y tras obtener la cátedra en la Universidad Pontificia de Salamanca, se trasladó a la de Navarra, en la que fue uno de los iniciadores -un pequeño grupo- de la sección de Filosofía, dentro de la Facultad de Filosofía y Letras. Con nosotros continuó hasta su muerte.
Otra tarea en la que Strobl mostró su genio polifacético fue en introducir en España a relevantes personalidades del mundo germano: W. Heisenberg, Alois Dempf, Hans Rheinfelder, Eberhard Emminger, Frans Vincke, L. Gabriel.
En 1995 sus colegas y amigos publican una Miscelánea en Homenaje al Profesor Wolfgang Strobl, con el título: Verdad, percepción, inmortalidad: Miscelánea, homenaje al Dr. Wolfgang Strobl.